# Cultura de Kosovo

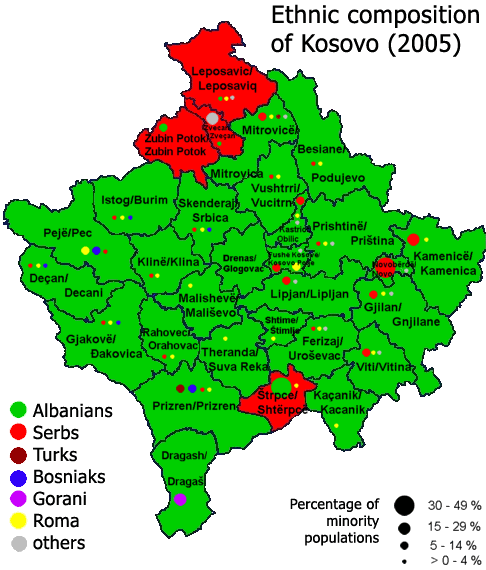
Mapa de la distribución étnica en Kosovo.

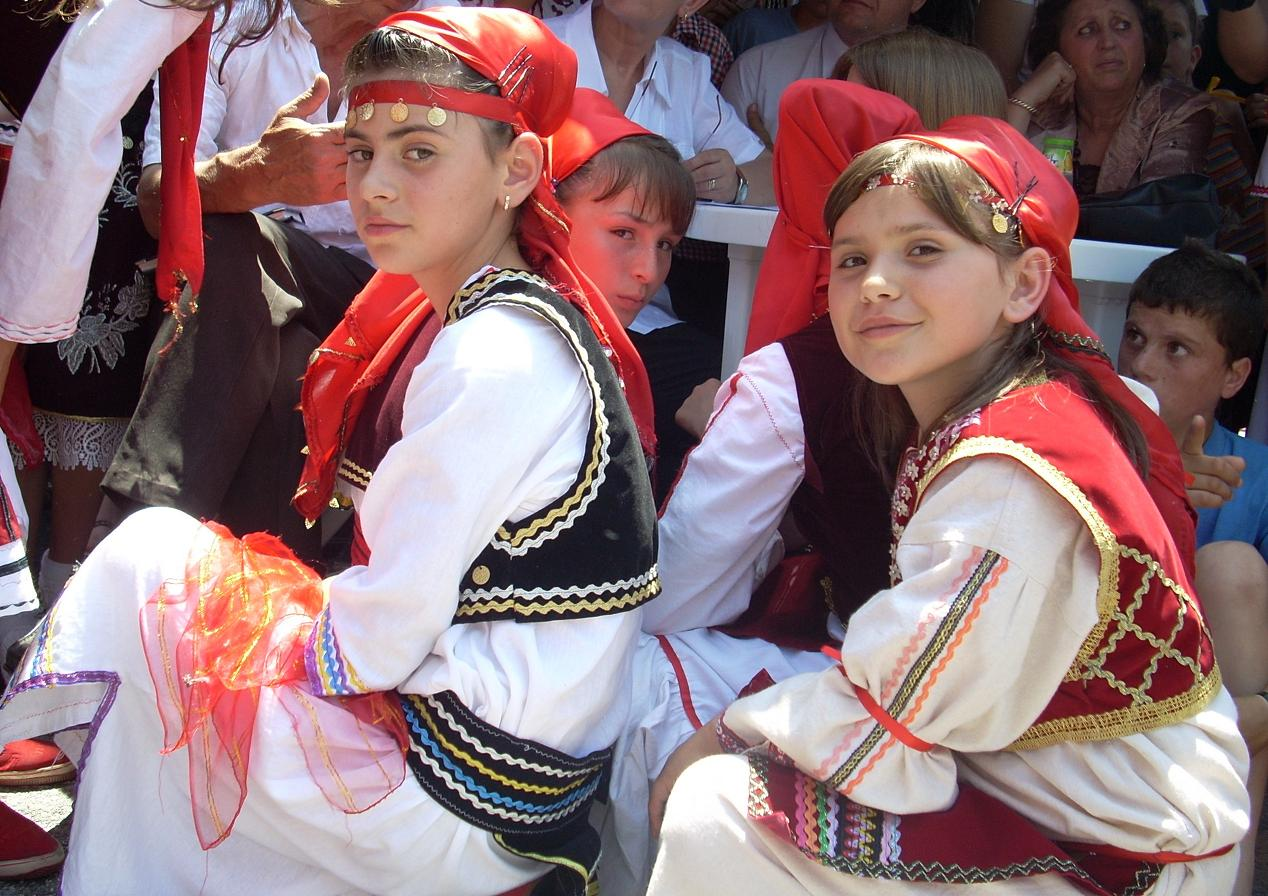
Niñas celebrando el Día del niño.

La cultura de Kosovo se caracteriza por la contribución y tradiciones que realizan las principales etnias que forman el país. En particular se destacan los albaneses y los serbios.
Según un relevamiento realizado en el año 2005 por la Oficina de Estadísticas de Kosovo, la población total de Kosovo es de entre 1.9 a 2.2 millones de habitantes con la siguiente composición étnica: albaneses 92%, serbios 4%, bosnios y goranios 2%, turks 1%, roma 1%. El CIA World Factbook estima los siguientes porcentajes: 88% albaneses, 8% serbios de Kosovo y 4% de otros grupos étnicos.
Según el más reciente CIA The World Factbook de julio del 2009, la población de Kosovo es de 1,804,838 habitantes. Con una composición étnica de "albaneses 88%, serbios 7%, otros 5% (bosnios, gorani, roma, turk, ashkali, egipcios, Janjevci - croatas)"

## Literatura kosovo-albanesa
Una literatura kosovo-albanesa independiente se desarrolló tras la Segunda Guerra Mundial. En la revista literaria fundada en 1949, „Jeta e re“  ("Vida Nueva"), pudieron los escritores albaneses de Yugoslavia publicar por primera vez. A partir de mediados de la década de 1960, se desarrollaron en Yugoslavia, una serie de importantes publicaciones literarias de albaneses y de kosovo-albaneses.
Con la fundación de la Universidad de Pristina, 
A diferencia de la literatura de Albania, en Yugoeslavia se podía desarrollar con cierta flexibilidad en cuanto a restricciones ideológicas. Como muchos albaneses de Kosovo estaban viviendo de forma permanente o temporal en Occidente, ellos sirvieron de lazo de conexión con las tendencias contemporáneas de la literatura moderna occidental.